# Кароль Політинський
Кароль Ґустав Політинський (пол. Karol Gustaw Polityński; бл. 1870 чи 1870, Тарнів — після 1944) — польський художник. Якийсь час проживав у Львові.

### Роботи
- настінний живопис у монастирській залі домініканського монастиря (Львів, 1906);
- реставрація стінопису Станіслава Строїнського та новий стінопис домініканського костелу в Тернополі (1908—1910[2]);
- оздоблення сходової клітки будинку Товариства Школи Людової (Тернопіль, 1910—1911);
- реставрація стінопису домініканського костелу в Жовкві;
- оздоблення інтер'єрів костелу святого Антонія (Рівне, 1927).